# Lengyel férfi vízilabda-válogatott
Lengyel férfi vízilabda-válogatott Lengyelország nemzeti vízilabdacsapata, amelyet a Lengyel Úszószövetség irányít. Legjobb eredménye a 9. hely az 1958-as Európa-bajnokságon, és 1. hely 2002-ben a B kategóriás Európa-bajnokságon.

## Eredmények

### Olimpiai játékok
- 1900–2012: Nem jutott ki

### Világbajnokság
- 1973–2013: Nem jutott ki

### Európa-bajnokság
- 1958: 9. hely
- 1962: 11. hely
- 1989: 13. hely
- 1991: 12. hely

### Európa-bajnokság B csoport
- 2000: 4. hely
- 2002:  Aranyérmes
- 2004: 5. hely
- 2007: 7. hely
- 2009: 11. hely